# Graf van de onbekende soldaat

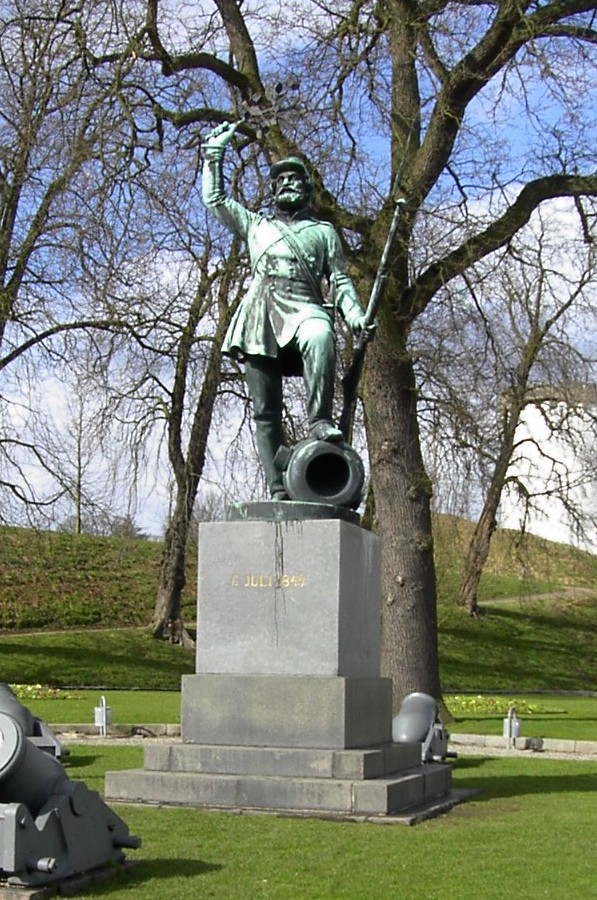
Landsoldaten (1858)

Het graf van de onbekende soldaat is een monument dat vanaf de negentiende eeuw in diverse landen werd opgericht en waar het stoffelijk overschot begraven werd van een of meer gesneuvelde soldaten die niet geïdentificeerd konden worden. Deze soldaten staan symbool voor de vele geïdentificeerde en ongeïdentificeerde soldaten die omkwamen bij een oorlog.
Het oudste monument is vermoedelijk dat van de Landsoldaten (beeldhouwer Herman Wilhelm Bissen), dat in 1858 in Frederica, Denemarken werd opgericht, ter herinnering aan de gesneuvelden tijdens de Eerste Duits-Deense Oorlog.
Na de Eerste Wereldoorlog hebben diverse landen een monument opgericht met een graf van de onbekende soldaat. Op 11 november 1920, Wapenstilstandsdag, werden de Tomb of the Unknown Warrior in Londen en het Tombe du Soldat Inconnu in Parijs ingewijd. Een jaar later gebeurde hetzelfde in de Verenigde Staten op Arlington National Cemetery. In 1922 werd in Brussel zo'n monument opgericht bij de Congreskolom. Het recentste graf van de onbekende soldaat is van 2004 en is te vinden in Wellington, Nieuw-Zeeland.
In Frankrijk werd in 1923 een eeuwige vlam bij het graf gezet. Later werd dat elders ook gedaan, zoals in Brussel. Meestal wordt er een jaarlijkse herdenking bij het graf gehouden.
Nederland heeft geen nationaal graf van een onbekende soldaat. Diverse gemeenten hebben een gemeentelijk monument en in Waalre is het enige provinciale graf van de onbekende soldaat. Op het Militair ereveld Grebbeberg is op drie plaatsen een graf van een onbekende soldaat.

## Overzicht nationale graven
| Land                | Plaats                    | Jaar | Afbeelding | Artikel                                  |
| ------------------- | ------------------------- | ---- | ---------- | ---------------------------------------- |
| Australië           | Canberra                  | 1993 |            | Australian War Memorial                  |
| België              | Brussel                   | 1922 |            | Graf van de onbekende soldaat (Brussel)  |
| Canada              | Ottawa                    | 2000 |            | National War Memorial                    |
| Frankrijk           | Parijs                    | 1920 |            | Graf van de onbekende soldaat (Parijs)   |
| Griekenland         | Athene                    | 1930 |            | Graf van de onbekende soldaat (Athene)   |
| Italië              | Rome                      | 1921 |            | Graf van de onbekende soldaat (Rome)     |
| Nieuw-Zeeland       | Wellington                | 2004 |            | National War Memorial                    |
| Polen               | Warschau                  | 1925 |            | Graf van de onbekende soldaat (Warschau) |
| Portugal            | Klooster van Batalha      | 1921 |            | Graf van de onbekende soldaat (Batalha)  |
| Roemenië            | Boekarest                 | 1923 |            | Parcul Carol (vernield in 1945)          |
| Servië              | Belgrado                  | 1923 |            | Avala                                    |
| Slowakije           | Bratislava                | 1923 |            | Plateau van Murman                       |
| Verenigd Koninkrijk | Westminster Abbey, Londen | 1920 |            | Graf van de onbekende soldaat (Londen)   |
| Verenigde Staten    | Arlington (Virginia)      | 1921 |            | Arlington National Cemetery              |